# Van Buren (hrabstwo Aroostook)
Van Buren – jednostka osadnicza w Stanach Zjednoczonych, w stanie Maine, w hrabstwie Aroostook.